# 9h du soir
9h du soir (arabe : التاسعة مساءً) est une émission télévisée tunisienne produite par l'agence V Production, diffusée en direct sur Ettounsiya TV chaque lundi et jeudi à 20 h 30, et présentée par son producteur Moez Ben Gharbia.
Lancée le 1er mars 2012, elle connaît un grand succès en termes d'audiences : elle est, selon Sigma Conseil, l'émission la plus populaire de la télévision tunisienne en mars 2013. Le 28 janvier 2014, Ben Gharbia annonce la fin de l'émission.

## Déroulement
En présence de son chroniqueur et analyste, Slaheddine Jourchi, Moez Ben Gharbia invite entre quatre et six personnes, généralement des politiciens représentant chacun un parti différent. L'émission repose sur des reportages de six minutes sur des faits d'actualité politiques, sociales ou polémiques ; les participants sont invités à débattre sur chacun des sujets. Diffusée en trois parties, afin de détendre l’atmosphère à chaque coupure, l'émission diffuse un épisode des Guignols représentant chacun des invités au sujet des faits traités et d'un épisode du zapping.

## Histoire
Fin février 2012, la chaîne Ettounsiya TV annonce la création d'une émission hebdomadaire, présentée par Moez Ben Gharbia qui fait son retour sur la scène médiatique.
La première émission est diffusée le 1er mars 2012, à 21 heures d'où son nom. Les premiers invités — Lotfi Zitoun, Adnen Manser, Mongi Khadhraoui et Belgacem Ayari — débattent des évènements de Bou Salem, des médias et de la Conférence internationale des amis de la Syrie.
9h du soir devient très vite la première au hit-parade de l’audience télévisée en Tunisie, et propulse Ettounsiya TV au rang de chaîne la plus regardée.
Ce succès est tellement convoité que le milliardaire Slim Riahi tente par tous les moyens de contrôler la ligne éditoriale de l'émission, en vain. Il rachète alors la fréquence d'Ettounsiya TV et arrête brutalement la diffusion des émissions le premier jour du ramadan, alors que la caméra cachée Zilzal de V Production devait être diffusée. In extremis, Ben Gharbia sauve la chaîne de Sami Fehri en établissant une entente avec la chaîne El Hiwar El Tounsi ; Ettounsiya TV diffuse ses programmes sur sa fréquence durant l'été 2013 et met en échec la tentative de contrôle de Riahi. Le 11 septembre 2013, Fehri est libéré et Riahi annonce peu après sur Mosaïque FM, avec Naoufel Ouertani, qu'il est en négociation avec Fehri sur l'avenir d'Ettounsiya TV.
Le 23 janvier 2014, en essayant de faire pression sur Ben Gharbia, Riahi dévoile des comptes et chiffres liant Cactus production et V Production. Le lendemain, un actionnaire de V Production déclare que l’ensemble des traites que lui a versé Cactus se sont avérées sans solde à la banque. À la suite du conflit avec Riahi et après avoir sauvé la chaîne de Fehri lorsque ce dernier était en prison, Ben Gharbia, refusant fermement le contrôle de sa ligne éditoriale, annonce brusquement la fin de 9h du soir le 28 janvier 2014,.

## Épisodes marquants
Le 11 mars 2013, l'émission est exceptionnellement présentée par Nizar Chaari, en l'absence de Ben Gharbia en voyage à l'étranger.